# Fulvio Cordignano
Fulvio Cordignano, född den 19 oktober 1887, död den 9 maj 1952, var en italiensk forskare.
Cordignano studerade litteratur och filosofi hos jesuiterna i Cremona 1908–1911. Han undervisade i Shkodra 1912–1916 och prästvigdes 1918. Han studerade därefter i flera katolska skolor utomlands. Han kom tillbaka till Shkodra 1924 för att undervisa och gjorde flera resor i norra Albanien 1926–1941 som medlem i jesuitorden. Det gav honom omfattande material om albansk folklore som han senare utgav.